# Бильдюгский сельсовет
Бильдюгский сельсовет (белор. Більдзюгскі сельсавет) — административная единица на территории Шарковщинского района Витебской области Республики Беларусь. Административный центр — агрогородок Бильдюги.

## История
Был создан в октябре 1944 года. 8 апреля 2004 года в состав сельсовета вошли 12 населённых пунктов упразднённого Ручайского сельсовета. 10 октября 2013 года в состав сельсовета вошли пять населённых пунктов упразднённого Воложинского сельсовета.
26 января 2022 года был упразднён хутор Горбаченки.

## Состав
Бильдюгский сельсовет включает 41 населённый пункт:
- Авласы — хутор
- Бильдюги — агрогородок
- Борденцы — деревня
- Борок — деревня
- Борсучина — деревня
- Вишневец — деревня
- Волчки — деревня
- Галиново — деревня
- Грибовщина — деревня
- Дворище — деревня
- Дровосеки — хутор
- Дубовка — деревня
- Заборье — деревня
- Запрудье — деревня
- Заречье — деревня
- Кадришки — деревня
- Казаки — деревня
- Ковшелево — деревня
- Конашевка — деревня
- Корчи-Мильковские — хутор
- Коты — деревня
- Красное — деревня
- Кубелевщина — деревня
- Ляды — хутор
- Малиново — деревня
- Неприники — хутор
- Николаевка — хутор
- Новоселье — агрогородок
- Остановка — деревня
- Пестуны — деревня
- Петкуновщина — хутор
- Пилаты — деревня
- Подборок — деревня
- Правдинская — деревня
- Речки — деревня
- Рыморовщина — деревня
- Сынодворцы — деревня
- Тёплая Гора — хутор
- Чернички — деревня
- Янишки — деревня
- Яцковщина — деревня

Упразднённые населённые пункты на территории сельсовета:
- Буда — хутор
- Гернуты — деревня
- Горбаченки — хутор
- Жвиранка — хутор
- Комаровщина — деревня
- Пушелаты — деревня

## Инфраструктура
На территории сельсовета находятся ОАО «Жвиранка», ОАО «Шарковщинский агротехсервис», средняя школа, школа-сад, дошкольное учреждение, два отделения почтовой связи (Бильдюги, Ковшелево), четыре фельдшерско-акушерских пункта (Бильдюги, Кубелевщина, Ковшелево, Новоселье), два сельских Дома культуры (Бильдюги, Новоселье), Дом фольклора (Ковшелево), три сельских библиотеки (Бильдюги, Ковшелево, Новоселье).